# Saint-Victor (Cantal)
Saint-Victor település Franciaországban, Cantal megyében. Lakosainak száma 96 fő (2022. január 1.). Saint-Victor Ayrens, Nieudan, Saint-Illide, Saint-Paul-des-Landes és Saint-Santin-Cantalès községekkel határos.

## Népesség
A település népessége az elmúlt években az alábbi módon változott:
| Lakosok száma | 152  | 141  | 135  | 110  | 113  | 111  | 107  | 106  | 106  | 96   |
|               | 1968 | 1982 | 1990 | 2006 | 2013 | 2015 | 2017 | 2019 | 2020 | 2022 |